# Tour de Suisse 2008

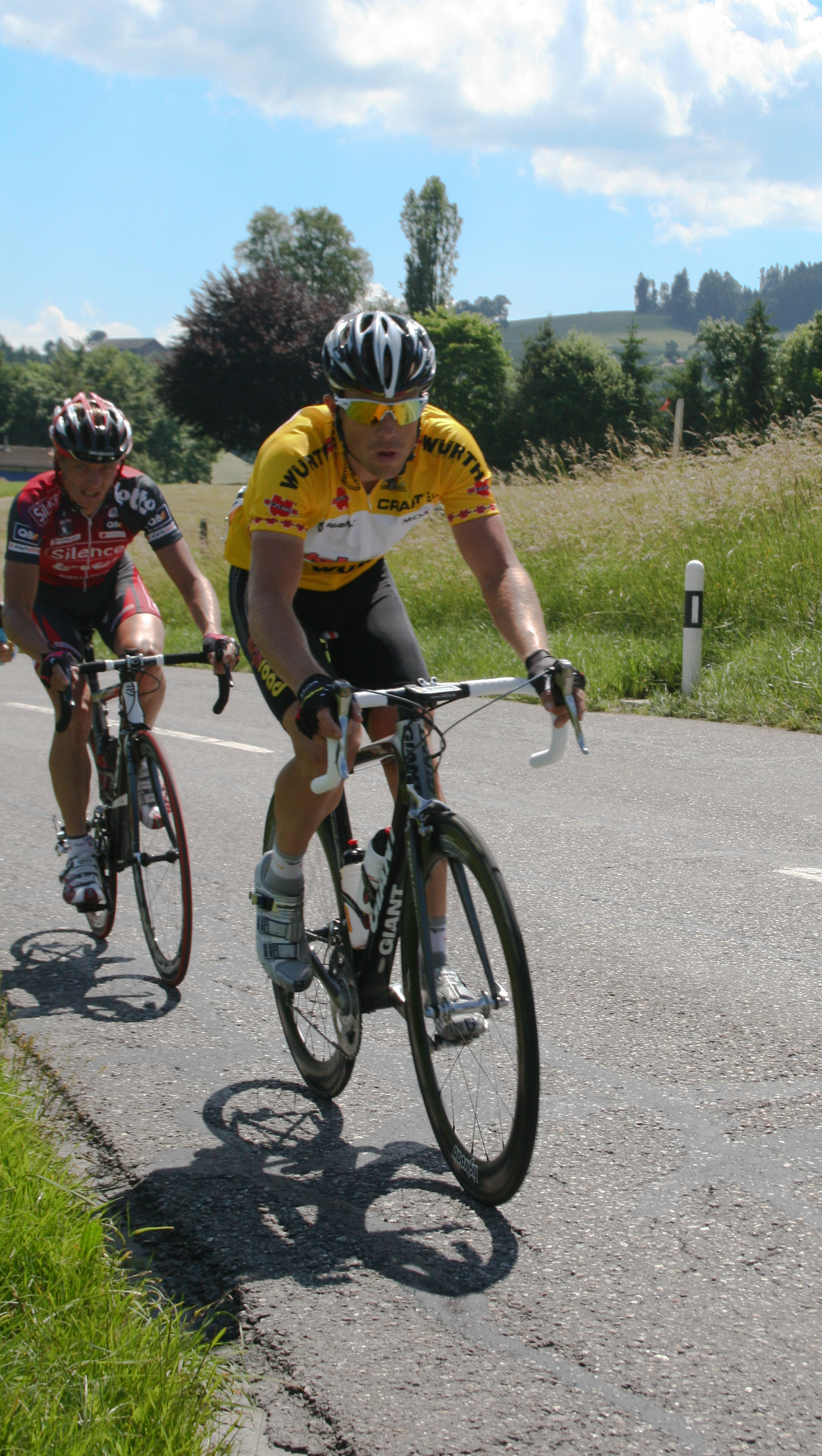
Kim Kirchen ve žlutém trikotu vedoucího jezdce v průběhu 7. etapy

72. ročník cyklistického závodu Tour de Suisse se konal od 14. do 22. června 2008. Byl v pořadí devátým závodem kalendáře UCI ProTour 2008. Celkovým vítězem závodu se stal český cyklista Roman Kreuziger. Do čela průběžného pořadí UCI ProTour 2008 se dostal Ital Damiano Cunego.

## Trasa závodu
| Etapa | Start / cíl                               | Vzdálenost | Datum      | Vítěz etapy       | Žlutý trikot    |
| ----- | ----------------------------------------- | ---------- | ---------- | ----------------- | --------------- |
| 1.    | Langnau im Emmental – Langnau im Emmental | 146 km     | 14. červen | Óscar Freire      | Óscar Freire    |
| 2.    | Langnau im Emmental – Flums               | 197 km     | 15. červen | Igor Antón        | Igor Antón      |
| 3.    | Flums – Gossau                            | 154 km     | 16. červen | Robbie McEwen     | Igor Antón      |
| 4.    | Gossau – Domat/Ems                        | 171 km     | 17. červen | Robbie McEwen     | Igor Antón      |
| 5.    | Domat/Ems – Caslano                       | 190 km     | 18. červen | Markus Fothen     | Igor Antón      |
| 6.    | Quinto – Verbier                          | 188 km     | 19. červen | Kim Kirchen       | Kim Kirchen     |
| 7.    | Gruyères – Lyss                           | 171 km     | 20. červen | Fabian Cancellara | Kim Kirchen     |
| 8.    | Altdorf – Klausenpass (čas.)              | 25 km      | 21. červen | Roman Kreuziger   | Roman Kreuziger |
| 9.    | Altdorf – Bern                            | 168 km     | 22. červen | Fabian Cancellara | Roman Kreuziger |

## Trikoty jednotlivých klasifikací
| Žlutý trikot | Růžový trikot | Červený trikot s černými puntíky | bílomodrý       |
| Celková kl.  | Vrchařská kl. | Bodová kl.                       | Sprinterská kl. |
| ------------ | ------------- | -------------------------------- | --------------- |

## Celkové výsledky

### Celková klasifikace
| Pořadí | Jezdec          | Stát        | Stáj              | Celkový čas |
| ------ | --------------- | ----------- | ----------------- | ----------- |
| 1.     | Roman Kreuziger | Česko       | Liquigas          | 35h43'46"   |
| 2.     | Andreas Klöden  | Německo     | Astana Team       | + 49"       |
| 3.     | Igor Antón      | Španělsko   | Euskaltel-Euskadi | + 1'55"     |
| 4.     | Damiano Cunego  | Itálie      | Lampre            | + 2'11"     |
| 5.     | Thomas Lövkvist | Švédsko     | Team High Road    | + 2'37"     |
| 6.     | Andy Schleck    | Lucembursko | Team CSC          | + 2'57"     |
| 7.     | Kim Kirchen     | Lucembursko | Team High Road    | + 2'58"     |
| 8.     | Markus Fothen   | Německo     | Team Gerolsteiner | + 4'08"     |
| 9.     | Christian Knees | Německo     | Team Milram       | + 4'18"     |
| 10.    | Laurens ten Dam | Nizozemsko  | Rabobank          | + 4'26"     |

### Vrchařská klasifikace
| Pořadí | Jezdec                | Stát       | Stáj              | Body |
| ------ | --------------------- | ---------- | ----------------- | ---- |
| 1.     | Maxim Iglinskij       | Kazachstán | Astana Team       | 45   |
| 2.     | David Loosli          | Švýcarsko  | Lampre            | − 1  |
| 3.     | Stijn Devolder        | Belgie     | Quick Step        | − 20 |
| 4.     | Roman Kreuziger       | Česko      | Liquigas          | − 21 |
| 5.     | Steve Zampieri        | Švýcarsko  | Cofidis           | − 25 |
| 6.     | José Rujano           | Venezuela  | Caisse d'Epargne  | − 26 |
| 7.     | Andreas Klöden        | Německo    | Astana Team       | − 29 |
| 8.     | Iñigo Landaluze       | Španělsko  | Euskaltel-Euskadi | − 33 |
| 9.     | Hervé Duclos-Lassalle | Francie    | Cofidis           | − 34 |
| 10.    | Jérôme Pineau         | Francie    | Bouygues Télécom  | − 35 |

### Bodová klasifikace
| Pořadí | Jezdec            | Stát        | Stáj               | Celkový čas |
| ------ | ----------------- | ----------- | ------------------ | ----------- |
| 1.     | Fabian Cancellara | Švýcarsko   | Team CSC           | 50          |
| 2.     | Markus Zberg      | Švýcarsko   | Team Gerolsteiner  | − 1         |
| 3.     | Kim Kirchen       | Lucembursko | Team High Road     | − 7         |
| 4.     | Roman Kreuziger   | Česko       | Liquigas           | − 16        |
| 5.     | Erik Zabel        | Německo     | Team Milram        | − 16        |
| 6.     | Sergej Ivanov     | Rusko       | Astana Team        | − 18        |
| 7.     | Gerald Ciolek     | Německo     | Team High Road     | − 18        |
| 8.     | Philippe Gilbert  | Belgie      | Française des Jeux | − 19        |
| 9.     | Greg Van Avermaet | Belgie      | Silence-Lotto      | − 20        |
| 10.    | Igor Antón        | Španělsko   | Euskaltel-Euskadi  | − 24        |

### Sprinterská klasifikace
| Pořadí | Jezdec                | Stát       | Stáj             | Celkový čas |
| ------ | --------------------- | ---------- | ---------------- | ----------- |
| 1.     | René Weissinger       | Německo    | Volksbank        | 24          |
| 2.     | Hervé Duclos-Lassalle | Francie    | Cofidis          | − 9         |
| 3.     | David Loosli          | Švýcarsko  | Lampre           | − 10        |
| 4.     | Martin Elmiger        | Švýcarsko  | AG2R-La Mondiale | − 11        |
| 5.     | Johan Van Summeren    | Belgie     | Silence-Lotto    | − 12        |
| 6.     | Philip Deignan        | Irsko      | AG2R-La Mondiale | − 15        |
| 7.     | Pieter Jacobs         | Belgie     | Silence-Lotto    | − 15        |
| 8.     | Steve Morabito        | Švýcarsko  | Astana Team      | − 18        |
| 9.     | Andreas Dietziker     | Švýcarsko  | Volksbank        | − 18        |
| 10.    | Maarten Tjallingii    | Nizozemsko | Silence-Lotto    | − 19        |

### Klasifikace mladých jezdců
| Pořadí | Jezdec            | Stát        | Stáj              | Celkový čas |
| ------ | ----------------- | ----------- | ----------------- | ----------- |
| 1.     | Roman Kreuziger   | Česko       | Liquigas          | 35h43'46"   |
| 2.     | Thomas Lövkvist   | Švédsko     | Team High Road    | + 2'37"     |
| 3.     | Andy Schleck      | Lucembursko | Team CSC          | + 2'57"     |
| 4.     | Tanel Kangert     | Estonsko    | AG2R-La Mondiale  | + 7'03"     |
| 5.     | Vincent Jérôme    | Francie     | Bouygues Télécom  | + 21'53"    |
| 6.     | Mathias Frank     | Švýcarsko   | Team Gerolsteiner | + 22'13"    |
| 7.     | Mathieu Perget    | Francie     | Caisse d'Epargne  | + 26'21"    |
| 8.     | Elias Schmäh      | Švýcarsko   | Volksbank         | + 34'44"    |
| 9.     | Greg Van Avermaet | Belgie      | Silence-Lotto     | + 34'56"    |
| 10.    | Pieter Jacobs     | Belgie      | Silence-Lotto     | + 35'07"    |

### Týmová klasifikace
| Pořadí | Stáj                | Stát        | Celkový čas |
| ------ | ------------------- | ----------- | ----------- |
| 1.     | Astana Team         | Lucembursko | 107h24'13"  |
| 2.     | Team CSC            | Dánsko      | + 48"       |
| 3.     | Team Gerolsteiner   | Německo     | + 9'21"     |
| 4.     | Caisse d'Epargne    | Španělsko   | + 12'03"    |
| 5.     | Crédit Agricole     | Francie     | + 15'23"    |
| 6.     | Liquigas            | Itálie      | + 17'49"    |
| 7.     | Saunier Duval-Scott | Španělsko   | + 23'48"    |
| 8.     | Bouygues Télécom    | Francie     | + 29'21"    |
| 9.     | Lampre              | Itálie      | + 30'31"    |
| 10.    | AG2R-La Mondiale    | Francie     | + 30'46"    |

## Výsledky etap

### 1. etapa (Langnau im Emmental–Langnau im Emmental; 146 km)
Pořadí v rámci etapy
| Pořadí | Jezdec            | Stát        | Stáj                | Čas      |
| ------ | ----------------- | ----------- | ------------------- | -------- |
| 1.     | Óscar Freire      | Španělsko   | Rabobank            | 3h42'35" |
| 2.     | Martin Elmiger    | Švýcarsko   | AG2R-La Mondiale    | + 0"     |
| 3.     | Kim Kirchen       | Lucembursko | Team High Road      | + 0"     |
| 4.     | Greg Van Avermaet | Belgie      | Silence-Lotto       | + 0"     |
| 5.     | Philippe Gilbert  | Belgie      | Française des Jeux  | + 0"     |
| 6.     | Maxim Iglinskij   | Kazachstán  | Astana Team         | + 0"     |
| 7.     | Eros Capecchi     | Itálie      | Saunier Duval-Scott | + 0"     |
| 8.     | Markus Zberg      | Švýcarsko   | Team Gerolsteiner   | + 0"     |
| 9.     | Christian Knees   | Německo     | Team Milram         | + 0"     |
| 10.    | Michael Albasini  | Švýcarsko   | Liquigas            | + 0"     |
| …      |                   |             |                     |          |
| 36.    | Roman Kreuziger   | Česko       | Liquigas            | + 0"     |

Celková klasifikace
| Pořadí | Jezdec            | Stát        | Stáj                | Čas      |
| ------ | ----------------- | ----------- | ------------------- | -------- |
| 1.     | Óscar Freire      | Španělsko   | Rabobank            | 3h42'25" |
| 2.     | Martin Elmiger    | Švýcarsko   | AG2R-La Mondiale    | + 4"     |
| 3.     | David Loosli      | Švýcarsko   | Lampre              | + 4"     |
| 4.     | Kim Kirchen       | Lucembursko | Team High Road      | + 6"     |
| 5.     | Iñigo Landaluze   | Španělsko   | Euskaltel-Euskadi   | + 7"     |
| 6.     | Steve Zampieri    | Švýcarsko   | Cofidis             | + 7"     |
| 7.     | Greg Van Avermaet | Belgie      | Silence-Lotto       | + 10"    |
| 8.     | Philippe Gilbert  | Belgie      | Française des Jeux  | + 10"    |
| 9.     | Maxim Iglinskij   | Kazachstán  | Astana Team         | + 10"    |
| 10.    | Eros Capecchi     | Itálie      | Saunier Duval-Scott | + 10"    |
| …      |                   |             |                     |          |
| 39.    | Roman Kreuziger   | Česko       | Liquigas            | + 10"    |

### 2. etapa (Langnau im Emmental–Flums; 197 km)
Pořadí v rámci etapy
| Pořadí | Jezdec          | Stát        | Stáj              | Čas      |
| ------ | --------------- | ----------- | ----------------- | -------- |
| 1.     | Igor Antón      | Španělsko   | Euskaltel-Euskadi | 5h00'04" |
| 2.     | Kim Kirchen     | Lucembursko | Team High Road    | + 6"     |
| 3.     | Damiano Cunego  | Itálie      | Lampre            | + 6"     |
| 4.     | Fränk Schleck   | Lucembursko | Team CSC          | + 6"     |
| 5.     | Oliver Zaugg    | Švýcarsko   | Team Gerolsteiner | + 8"     |
| 6.     | Roman Kreuziger | Česko       | Liquigas          | + 11"    |
| 7.     | Stijn Devolder  | Belgie      | Quick Step        | + 12"    |
| 8.     | Thomas Lövkvist | Švédsko     | Team High Road    | + 15"    |
| 9.     | Andy Schleck    | Lucembursko | Team CSC          | + 30"    |
| 10.    | Andreas Klöden  | Německo     | Astana Team       | + 30"    |

Celková klasifikace
| Pořadí | Jezdec          | Stát        | Stáj              | Čas      |
| ------ | --------------- | ----------- | ----------------- | -------- |
| 1.     | Igor Antón      | Španělsko   | Euskaltel-Euskadi | 8h42'29" |
| 2.     | Kim Kirchen     | Lucembursko | Team High Road    | + 6"     |
| 3.     | Damiano Cunego  | Itálie      | Lampre            | + 12"    |
| 4.     | Fränk Schleck   | Lucembursko | Team CSC          | + 16"    |
| 5.     | Oliver Zaugg    | Švýcarsko   | Team Gerolsteiner | + 18"    |
| 6.     | Roman Kreuziger | Česko       | Liquigas          | + 21"    |
| 7.     | Stijn Devolder  | Belgie      | Quick Step        | + 22"    |
| 8.     | Thomas Lövkvist | Švédsko     | Team High Road    | + 25"    |
| 9.     | Andy Schleck    | Lucembursko | Team CSC          | + 40"    |
| 10.    | Andreas Klöden  | Německo     | Astana Team       | + 40"    |

### 3. etapa (Flums–Gossau; 154 km)
Pořadí v rámci etapy
| Pořadí | Jezdec             | Stát      | Stáj              | Čas      |
| ------ | ------------------ | --------- | ----------------- | -------- |
| 1.     | Robbie McEwen      | Austrálie | Silence-Lotto     | 3h50'05" |
| 2.     | Óscar Freire       | Španělsko | Rabobank          | + 0"     |
| 3.     | Gerald Ciolek      | Německo   | Team High Road    | + 0"     |
| 4.     | Robert Förster     | Německo   | Team Gerolsteiner | + 0"     |
| 5.     | Danilo Napolitano  | Itálie    | Lampre            | + 0"     |
| 6.     | Aljaksandr Usau    | Bělorusko | AG2R-La Mondiale  | + 0"     |
| 7.     | José Joaquín Rojas | Španělsko | Caisse d'Epargne  | + 0"     |
| 8.     | Erik Zabel         | Německo   | Team Milram       | + 0"     |
| 9.     | Greg Van Avermaet  | Belgie    | Silence-Lotto     | + 0"     |
| 10.    | Andreas Dietziker  | Švýcarsko | Volksbank         | + 0"     |
| …      |                    |           |                   |          |
| 92.    | Roman Kreuziger    | Česko     | Liquigas          | + 0"     |

Celková klasifikace
| Pořadí | Jezdec          | Stát        | Stáj              | Čas       |
| ------ | --------------- | ----------- | ----------------- | --------- |
| 1.     | Igor Antón      | Španělsko   | Euskaltel-Euskadi | 12h32'34" |
| 2.     | Kim Kirchen     | Lucembursko | Team High Road    | + 6"      |
| 3.     | Damiano Cunego  | Itálie      | Lampre            | + 12"     |
| 4.     | Fränk Schleck   | Lucembursko | Team CSC          | + 16"     |
| 5.     | Oliver Zaugg    | Švýcarsko   | Team Gerolsteiner | + 18"     |
| 6.     | Roman Kreuziger | Česko       | Liquigas          | + 21"     |
| 7.     | Stijn Devolder  | Belgie      | Quick Step        | + 22"     |
| 8.     | Thomas Lövkvist | Švédsko     | Team High Road    | + 25"     |
| 9.     | Andy Schleck    | Lucembursko | Team CSC          | + 40"     |
| 10.    | Andreas Klöden  | Německo     | Astana Team       | + 40"     |

### 4. etapa (Gossau–Domat/Ems; 171 km)
Pořadí v rámci etapy
| Pořadí | Jezdec            | Stát      | Stáj              | Čas      |
| ------ | ----------------- | --------- | ----------------- | -------- |
| 1.     | Robbie McEwen     | Austrálie | Silence-Lotto     | 4h04'10" |
| 2.     | Óscar Freire      | Španělsko | Rabobank          | + 0"     |
| 3.     | Gerald Ciolek     | Německo   | Team High Road    | + 0"     |
| 4.     | Leonardo Duque    | Kolumbie  | Cofidis           | + 0"     |
| 5.     | Markus Zberg      | Švýcarsko | Team Gerolsteiner | + 0"     |
| 6.     | André Korff       | Německo   | Volksbank         | + 0"     |
| 7.     | Danilo Napolitano | Itálie    | Lampre            | + 0"     |
| 8.     | Alexandre Moos    | Švýcarsko | BMC Racing Team   | + 0"     |
| 9.     | Aljaksandr Usau   | Bělorusko | AG2R-La Mondiale  | + 0"     |
| 10.    | Danilo Wyss       | Švýcarsko | BMC Racing Team   | + 0"     |
| …      |                   |           |                   |          |
| 64.    | Roman Kreuziger   | Česko     | Liquigas          | + 0"     |

Celková klasifikace
| Pořadí | Jezdec          | Stát        | Stáj              | Čas       |
| ------ | --------------- | ----------- | ----------------- | --------- |
| 1.     | Igor Antón      | Španělsko   | Euskaltel-Euskadi | 16h36'44" |
| 2.     | Kim Kirchen     | Lucembursko | Team High Road    | + 6"      |
| 3.     | Damiano Cunego  | Itálie      | Lampre            | + 12"     |
| 4.     | Fränk Schleck   | Lucembursko | Team CSC          | + 16"     |
| 5.     | Oliver Zaugg    | Švýcarsko   | Team Gerolsteiner | + 18"     |
| 6.     | Roman Kreuziger | Česko       | Liquigas          | + 21"     |
| 7.     | Stijn Devolder  | Belgie      | Quick Step        | + 22"     |
| 8.     | Thomas Lövkvist | Švédsko     | Team High Road    | + 25"     |
| 9.     | Andy Schleck    | Lucembursko | Team CSC          | + 40"     |
| 10.    | Andreas Klöden  | Německo     | Astana Team       | + 40"     |

### 5. etapa (Domat/Ems–Caslano; 190 km)
Pořadí v rámci etapy
| Pořadí | Jezdec            | Stát        | Stáj              | Čas      |
| ------ | ----------------- | ----------- | ----------------- | -------- |
| 1.     | Markus Fothen     | Německo     | Team Gerolsteiner | 4h47'31" |
| 2.     | Sergej Ivanov     | Rusko       | Astana Team       | + 50"    |
| 3.     | Markus Zberg      | Švýcarsko   | Team Gerolsteiner | + 57"    |
| 4.     | Michael Albasini  | Švýcarsko   | Liquigas          | + 57"    |
| 5.     | Alexander Bočarov | Rusko       | Crédit Agricole   | + 57"    |
| 6.     | Stefan Schumacher | Německo     | Team Gerolsteiner | + 57"    |
| 7.     | Daniel Moreno     | Itálie      | Caisse d'Epargne  | + 57"    |
| 8.     | Andy Schleck      | Lucembursko | Team CSC          | + 57"    |
| 9.     | Stijn Devolder    | Belgie      | Quick Step        | + 57"    |
| 10.    | Christian Knees   | Německo     | Team Milram       | + 57"    |
| 11.    | Roman Kreuziger   | Česko       | Liquigas          | + 57"    |

Celková klasifikace
| Pořadí | Jezdec          | Stát        | Stáj              | Čas       |
| ------ | --------------- | ----------- | ----------------- | --------- |
| 1.     | Igor Antón      | Španělsko   | Euskaltel-Euskadi | 21h25'12" |
| 2.     | Kim Kirchen     | Lucembursko | Team High Road    | + 6"      |
| 3.     | Oliver Zaugg    | Švýcarsko   | Team Gerolsteiner | + 18"     |
| 4.     | Roman Kreuziger | Česko       | Liquigas          | + 21"     |
| 5.     | Stijn Devolder  | Belgie      | Quick Step        | + 22"     |
| 6.     | Thomas Lövkvist | Švédsko     | Team High Road    | + 25"     |
| 7.     | Markus Fothen   | Německo     | Team Gerolsteiner | + 31"     |
| 8.     | Andy Schleck    | Lucembursko | Team CSC          | + 40"     |
| 9.     | Sergej Ivanov   | Rusko       | Astana Team       | + 50"     |
| 10.    | Andreas Klöden  | Německo     | Astana Team       | + 1'00"   |

### 6. etapa (Quinto–Verbier; 188 km)
Pořadí v rámci etapy
| Pořadí | Jezdec          | Stát        | Stáj              | Čas      |
| ------ | --------------- | ----------- | ----------------- | -------- |
| 1.     | Kim Kirchen     | Lucembursko | Team High Road    | 5h29'23" |
| 2.     | Andreas Klöden  | Německo     | Astana Team       | + 0"     |
| 3.     | Roman Kreuziger | Česko       | Liquigas          | + 6"     |
| 4.     | Sergej Ivanov   | Rusko       | Astana Team       | + 12"    |
| 5.     | Stijn Devolder  | Belgie      | Quick Step        | + 20"    |
| 6.     | Andy Schleck    | Lucembursko | Team CSC          | + 20"    |
| 7.     | Thomas Lövkvist | Švédsko     | Team High Road    | + 27"    |
| 8.     | Igor Antón      | Španělsko   | Euskaltel-Euskadi | + 29"    |
| 9.     | Damiano Cunego  | Itálie      | Lampre            | + 31"    |
| 10.    | Markus Fothen   | Německo     | Team Gerolsteiner | + 31"    |

Celková klasifikace
| Pořadí | Jezdec          | Stát        | Stáj              | Čas       |
| ------ | --------------- | ----------- | ----------------- | --------- |
| 1.     | Kim Kirchen     | Lucembursko | Team High Road    | 26h54'31" |
| 2.     | Roman Kreuziger | Česko       | Liquigas          | + 27"     |
| 3.     | Igor Antón      | Španělsko   | Euskaltel-Euskadi | + 33"     |
| 4.     | Stijn Devolder  | Belgie      | Quick Step        | + 46"     |
| 5.     | Thomas Lövkvist | Švédsko     | Team High Road    | + 56"     |
| 6.     | Andreas Klöden  | Německo     | Astana Team       | + 58"     |
| 7.     | Andy Schleck    | Lucembursko | Team CSC          | + 1'04"   |
| 8.     | Sergej Ivanov   | Rusko       | Astana Team       | + 1'06"   |
| 9.     | Markus Fothen   | Německo     | Team Gerolsteiner | + 1'06"   |
| 10.    | Oliver Zaugg    | Švýcarsko   | Team Gerolsteiner | + 1'13"   |

### 7. etapa (Gruyères–Lyss; 171 km)
Pořadí v rámci etapy
| Pořadí | Jezdec            | Stát      | Stáj              | Čas      |
| ------ | ----------------- | --------- | ----------------- | -------- |
| 1.     | Fabian Cancellara | Švýcarsko | Team CSC          | 3h47'09" |
| 2.     | Erik Zabel        | Německo   | Team Milram       | + 2"     |
| 3.     | Robbie McEwen     | Austrálie | Silence-Lotto     | + 2"     |
| 4.     | Robert Förster    | Německo   | Team Gerolsteiner | + 2"     |
| 5.     | Danilo Napolitano | Itálie    | Lampre            | + 2"     |
| 6.     | Danilo Wyss       | Švýcarsko | BMC Racing Team   | + 2"     |
| 7.     | Markus Zberg      | Švýcarsko | Team Gerolsteiner | + 2"     |
| 8.     | Anthony Geslin    | Francie   | Bouygues Télécom  | + 2"     |
| 9.     | Óscar Freire      | Španělsko | Rabobank          | + 2"     |
| 10.    | Sébastien Hinault | Francie   | Crédit Agricole   | + 2"     |
| …      |                   |           |                   |          |
| 58.    | Roman Kreuziger   | Česko     | Liquigas          | + 2"     |

Celková klasifikace
| Pořadí | Jezdec          | Stát        | Stáj              | Čas       |
| ------ | --------------- | ----------- | ----------------- | --------- |
| 1.     | Kim Kirchen     | Lucembursko | Team High Road    | 30h41'42" |
| 2.     | Roman Kreuziger | Česko       | Liquigas          | + 27"     |
| 3.     | Igor Antón      | Španělsko   | Euskaltel-Euskadi | + 33"     |
| 4.     | Stijn Devolder  | Belgie      | Quick Step        | + 46"     |
| 5.     | Thomas Lövkvist | Švédsko     | Team High Road    | + 56"     |
| 6.     | Andreas Klöden  | Německo     | Astana Team       | + 58"     |
| 7.     | Andy Schleck    | Lucembursko | Team CSC          | + 1'04"   |
| 8.     | Sergej Ivanov   | Rusko       | Astana Team       | + 1'06"   |
| 9.     | Markus Fothen   | Německo     | Team Gerolsteiner | + 1'06"   |
| 10.    | Oliver Zaugg    | Švýcarsko   | Team Gerolsteiner | + 1'13"   |

### 8. etapa (Altdorf–Klausenpass; časovka 25 km)
Pořadí v rámci etapy
| Pořadí | Jezdec          | Stát        | Stáj              | Čas      |
| ------ | --------------- | ----------- | ----------------- | -------- |
| 1.     | Roman Kreuziger | Česko       | Liquigas          | 1h00'22" |
| 2.     | José Rujano     | Venezuela   | Caisse d'Epargne  | + 16"    |
| 3.     | Andreas Klöden  | Německo     | Astana Team       | + 17"    |
| 4.     | Damiano Cunego  | Itálie      | Lampre            | + 54"    |
| 5.     | Fränk Schleck   | Lucembursko | Team CSC          | + 1'26"  |
| 6.     | Jens Voigt      | Německo     | Team CSC          | + 1'35"  |
| 7.     | Igor Antón      | Španělsko   | Euskaltel-Euskadi | + 1'49"  |
| 8.     | Thomas Lövkvist | Švédsko     | Team High Road    | + 2'08"  |
| 9.     | Andy Schleck    | Lucembursko | Team CSC          | + 2'20"  |
| 10.    | Laurens ten Dam | Nizozemsko  | Rabobank          | + 2'50"  |

Celková klasifikace
| Pořadí | Jezdec          | Stát        | Stáj              | Čas       |
| ------ | --------------- | ----------- | ----------------- | --------- |
| 1.     | Roman Kreuziger | Česko       | Liquigas          | 31h42'31" |
| 2.     | Andreas Klöden  | Německo     | Astana Team       | + 49"     |
| 3.     | Igor Antón      | Španělsko   | Euskaltel-Euskadi | + 1'55"   |
| 4.     | Damiano Cunego  | Itálie      | Lampre            | + 2'11"   |
| 5.     | Thomas Lövkvist | Švédsko     | Team High Road    | + 2'37"   |
| 6.     | Andy Schleck    | Lucembursko | Team CSC          | + 2'57"   |
| 7.     | Kim Kirchen     | Lucembursko | Team High Road    | + 2'58"   |
| 8.     | Markus Fothen   | Německo     | Team Gerolsteiner | + 4'08"   |
| 9.     | Christian Knees | Německo     | Team Milram       | + 4'08"   |
| 10.    | Laurens ten Dam | Nizozemsko  | Rabobank          | + 4'26"   |

### 9. etapa (Altdorf–Bern; 168 km)
Pořadí v rámci etapy
| Pořadí | Jezdec             | Stát      | Stáj               | Čas      |
| ------ | ------------------ | --------- | ------------------ | -------- |
| 1.     | Fabian Cancellara  | Švýcarsko | Team CSC           | 4h01'07" |
| 2.     | Philippe Gilbert   | Belgie    | Française des Jeux | + 0"     |
| 3.     | Daniel Moreno      | Itálie    | Caisse d'Epargne   | + 4"     |
| 4.     | Matteo Tossatto    | Itálie    | Quick Step         | + 5"     |
| 5.     | Markus Zberg       | Švýcarsko | Team Gerolsteiner  | + 8"     |
| 6.     | Greg Van Avermaet  | Belgie    | Silence-Lotto      | + 8"     |
| 7.     | Sergej Ivanov      | Rusko     | Astana Team        | + 8"     |
| 8.     | José Joaquín Rojas | Španělsko | Caisse d'Epargne   | + 8"     |
| 9.     | Alessandro Ballan  | Itálie    | Lampre             | + 8"     |
| 10.    | Erik Zabel         | Německo   | Team Milram        | + 8"     |
| …      |                    |           |                    |          |
| 26.    | Roman Kreuziger    | Česko     | Liquigas           | + 8"     |

Celková klasifikace
- viz celkové výsledky